# Rainbow 7
Rainbow 7 es el título del séptimo álbum musical del grupo Morning Musume, lanzado por el sello Zetima el 15 de febrero de 2006 en Japón. Este es el primer álbum en que se presenta a la miembro de séptima generación Koharu Kusumi.
De este álbum se lanzaron dos versiones, diferentes a las versiones usuales de "Primera impresión". La edición limitada contiene un álbum fotográfico de 32 páginas y un empaque especial. Al momento de anunciarse las versiones, se dijo que cada versión contendría una pista adicional diferente, pero debido a problemas por parte del manufacturador, la idea fue abandonada. 

## Lista de canciones
1. HOW DO YOU LIKE JAPAN?! ~Nihon wa Donna Kanji Dekka?~ (¿Qué te parece Japón?)
2. THE MANPOWER!!! (¡¡¡El poder del hombre!!!)
3. Aozora ga Itsumademo Tsuduku You na Mirai de Are! (Está el futuro que, como el cielo azul, sigue por siempre)
4. Osaka Koi no Uta (La canción de amor de Osaka)
5. INDIGO BLUE LOVE (Amor azul índigo)
6. Rainbow Pink (Arcoiris Rosa)
7. Iroppoi Jirettai (Sexy impaciencia)
8. Mushoku Toumei na Mama de (Mantente Incoloro(a) y claro(a))
9. Purple Wind (Viento púrpura)
10. Sayonara SEE YOU AGAIN Adiós BYE BYE Chaccha!
11. Chokkan 2 ~Nogashita Sakana wa Ookii Zo!~ (Mattaku Sono Toori Remix) (Intuición 2 - ¡El pez que se escapó era inmenso!)
12. Joshi Kashimashi Monogatari 3 (La historia de las chicas escandalosas)

## Créditos
- Hitomi Yoshizawa - Voz (todas las pistas menos 5 y 6)
- Ai Takahashi - Voz (toda pista menos 5 y 6)
- Asami Konno - Voz (toda pista menos 5 y 6)
- Makoto Ogawa - Voz (toda pista menos 5 y 6)
- Risa Niigaki - Voz (Toda pista menos 6 y 8)
- Miki Fujimoto - Voz (toda pista menos 6 y 8)
- Eri Kamei - Voz (toda pista menos 6 y 8)
- Sayumi Michishige - Voz (toda pista menos 5 y 8)
- Reina Tanaka - Voz (toda pista menos 6 y 8)
- Koharu Kusumi - Voz (toda pista menos 2,4,5 y 8)
- Kaori Iida - Voz en pista 2, sin crédito
- Mari Yaguchi - Voz en pistas 2 y 4, sin crédito
- Rika Ishikawa - Voz en pistas 2 y 4, sin crédito
- Tsunku - Compositores y coros
- Akira - teclados, programación MIDI, coro
- Hojin Egawa - Bajo eléctrico
- Funky Sueyoshi - batería
- Ken Matsubara - Todos los instrumentos de la pista 2
- Hideyuki "Daichi" Suzuki - guitarra, teclados y programación MIDI
- Yoshnari Takegami - Arreglos musical para vientos, saxo
- Masanori Suzuki - trompeta
- Masakki Ikeda - trombón
- Eiji Taniguchi - clarinete
- You Uchida - Coros
- Hiroaki Takeuchi - coros
- Atsuko Inaba - coros
- Yuichi Takahashi - guitarra, teclados, programación MIDI, coros
- Personal de la gira "Hello!Project Wonderful Hearts" - coros
- Koji - guitarra eléctrica
- Masayoshi Furukawa - guitarra acústica
- Yasushi Sasamoto - bajo eléctrico
- Kaoru Ookubo - teclados, programación MIDI
- Taro Irie - bajo eléctrico
- Makoto Katayama - guitarra
- Shoichiro Hirata - teclados, programación MIDI
- Toru Kinoshita - guitarra
- Hiroshi Iida - percusión
- Shunzuke Suzuki - teclados, programación MIDI, guitarra
- Kotaro Egami - remezcla de pista 11
- Hiroshi Imade - armónica (bluesharp)
- Shirou Tsubuyaki - tsubuyaki (murmullos)

- Datos: Q1366350